# NGC 996
NGC 996 је елиптична галаксија у сазвежђу Андромеда која се налази на NGC листи објеката дубоког неба.
Деклинација објекта је + 41° 38' 50" а ректасцензија 2h 38m 39,6s. Привидна величина (магнитуда) објекта NGC 996 износи 13,1 а фотографска магнитуда 14,1. NGC 996 је још познат и под ознакама UGC 2123, MCG 7-6-45, CGCG 539-64, PGC 10015.